# Walter Heck
Robert Walter August Heck (* 16. Mai 1910 in Görlitz; † 28. Februar 1987 in Bonn) war ein deutscher Marineoffizier, zuletzt Flottillenadmiral der Bundeswehr.

## Leben
Beförderungen
- 1929 Leutnant (V)
- 1935 Oberleutnant (V)
- 1938 Kapitänleutnant (V)
- 1943 Korvettenkapitän (V)
- 1957 Fregattenkapitän
- 1958 Kapitän zur See
- 1962 Flottillenadmiral

### Reichsmarine
Heck trat 1929 in die Reichswehr ein. Er begann bei der Schiffsstammdivision der Ostsee in Stralsund und besuchte die Marineschule Mürwik. 1930 wurde er Seekadett auf dem Leichten Kreuzer Karlsruhe. Es folgten Ausbildungsstationen an Schulen der Marine in Kiel und Mürwik sowie auf der Schlesien. 1933 wurde er Intendant der Technischen Marineschule Kiel. Danach war er 2. Verwaltungsoffizier der VI. Marine-Artillerie-Abteilung (1933).

### Kriegsmarine und Studium
Danach war Heck 2. Verwaltungsoffizier auf dem Leichten Kreuzer Nürnberg (1935) und erneut der VI. Marine-Artillerie-Abteilung (1936). Er wurde Gruppenoffizier für Kadetten (V) an der Marineschule Mürwik, später Ausbildungsoffizier für Kadetten (V) auf dem Kreuzer Schlesien und Gruppenoffizier für Fähnriche (V) an der Marineschule Mürwik. 1937 wurde er Schiffsverwaltungsoffizier auf dem Zerstörer Leberecht Maass. 1938 wurde er als Hilfsreferent zum Marinepersonalamt zum Studium der Volkswirtschaft an die Friedrich-Wilhelms-Universität zu Berlin kommandiert, welches er 1941 als Diplom-Volkswirt abschloss.
Im April 1941 wurde Heck Verwaltungsoffizier beim Marinebefehlshaber C, später Riga. Von Oktober 1941 bis Dezember 1943 war er Lehrer an der Marineschule Mürwik. Nach einer Station als Hilfsarbeiter beim Flottenverwaltungschef im Flottenkommando in Mürwik war er von Juli 1944 bis Mai 1945 erneut Lehrer an der Marineschule.

### Nachkriegszeit
Nach Kriegsende war Heck Verwaltungsleiter im Marinestützpunkt Mürwik. Im September 1945 übernahm er die Leitung der Wirtschaftsgruppe Marine beim Betriebsleiter Flensburg. 1946 war er Leiter der Lohnstelle in der Marinestandortverwaltung Mürwik. Von 1946 bis 1952 war er Direktor des Schleswig-Holsteinischen Verwaltungsseminars in Bordesholm. 1952 wechselte er als Oberregierungsrat zum Bundesrechnungshof nach Frankfurt am Main.

### Bundesmarine
1956 trat Heck in die Bundeswehr ein, zunächst war er in der Abteilung VII im Bundesministerium der Verteidigung (BMVg) in Bonn tätig. 1957 besuchte er den Lehrgang IV in Adenau. 1959 wurde er Referatsleiter im Fü B V 3. 1962 war er Chef des Stabes im Marineabschnittskommando Nordsee. 1962/63 übernahm er die Geschäfte des Kommandeurs im Marineabschnittskommando Ostsee und 1963 wurde er dort zum Kommandeur ernannt. 1963 war er stellvertretender Befehlshaber der Flotte in Wilhelmshaven. Ab 1963 war er Stabsoffizier DACOS Logistischer Deutscher Anteil bei SHAPE in Paris. 1966 wurde er Unterabteilungsleiter S V im BMVg und 1969 im Führungsstab der Streitkräfte (Fü S V). 1970 trat er außer Dienst.

## Sonstiges
Von 1976 bis 1983 war Heck Sprecher des Beirates der Clausewitz-Gesellschaft.
Heck war verheiratet.

## Auszeichnungen
- 1944: Kriegsverdienstkreuz mit Schwertern I. Klasse
- 1969: Bundesverdienstkreuz 1. Klasse
- Legion of Merit (Officer)
- 1983: Goldene Ehrennadel der Clausewitz-Gesellschaft[2]